# Франсиско Брінес
Франсіско Брінес Баньо (нар. 22 січня 1932, Оліва, Валенсія — пом. 20 травня 2021, Гандія, Валенсія) — іспанський поет, який належав до іспанської групи поетів 1950-х років. Він був членом Королівської академії іспанської мови з 2001 року до своєї смерті. Здобув такі нагороди, як Національна премія іспанського письменства (Premio Nacional de las Letras Españolas, 1999), Премія ібероамериканської поезії імені коровелив Софії (Premio Reina Sofía de Poesía Iberoamericana, 2010) і Премія Сервантеса (2020). Багато критиків відносять його твори до елегійного напрямку іспанської поезії ХХ століття; його вважають наступником Луїса Сернуди та Константіноса Кавафіса.
Його збірка віршів «Останній берег» (La última costa) була обрана ABC Cultural Книгою року 1996, а в 1998 році він отримав літературну премію «Фастенрат» (Premio Fastenrath).

## Біографія
Брінес, син багатих валенсійських землевласників, вивчав право в Університеті Деусто, Університеті Валенсії та Університеті Саламанки, а також філософію та літературу в Мадриді.
За свою першу книгу Las brasas (1960) він отримав премію Адоніса. За збірку Palabras en la oscuridad з 1996 року він отримав Національну премію критики.
Включений Хосе Бальо до «Антології нової іспанської поезії» (Antología de la nueva poesía española, 1968), він уже тоді проявив себе як один із найіндивідуальніших голосів інтимної поезії серед представників другого покоління повоєнного періоду. Він приєднався до Барраля, Кабальєро Бональда, Гіл де Бієдми, Анхеля Гонсалеса, Хосе Агустіна Гойтісоло, Фелікса Гранде, Клаудіо Родрігеса, Карлоса Саагуна та Хосе Анхеля Валенте, хоча, на відміну від більшості з них, він ніколи не став соціально активним: у своїй книзі El santo inocente, пізніше названій Materia narrativa inexacta, навряд чи можна побачити хоч якийсь слід такої активності.
Він був професором іспанської літератури в Кембриджському університеті, а потім в Оксфордському університеті. Його глибоке захоплення іспанським класичним театром дозволило йому в 1988 році переробити та адаптувати текст «Суддя із Заламеаа» Педро Кальдерона де ла Барки, який був опублікований у листопаді того ж року під керівництвом Національної академічної театральної трупи режисер Хосе Луїс Алонсо, прем'єра. У 2001 році він був обраний членом Королівської академії іспанської мови. У 2020 році став лауреатом премії Сервантеса. Його слабке здоров'я та пандемія COVID-19 завадили поету відвідати культове та традиційне святкування премії Сервантеса в Алькала-де-Енарес 23 квітня 2021 року, проте король Іспанії Феліпе VI приїхав до резиденції письменника і прибув якраз вчасно, щоб передати йому премію, за дев'ять днів до його смерті.
Він помер у віці 89 років 20 травня 2021 року в лікарні Гандії, куди його ушпиталили 13 травня і де була проведена операція, пов'язана з переломом.

## Твори

### Поезія
- Las brasas, Madrid: Adonais, 1960; Valencia: Hontanar, 1971 (Premio Adonais).
- El santo inocente, Мадрид: Poesía para Todos, 1965.
- Palabras a la oscuridad, Madrid: Ínsula, 1966; Мадрид: Huerga & Fierro, 1996 (Premio de la Critica).
- Aún no, Барселона: Llibres de Sinera, 1971.
- Insistencias en Luzbel, Мадрид: Visor, 1977; Altea: Aitana, 1994.
- El otoño de las rosas, Севілья: Renacimiento, 1986 (Premio Nacional de Literatura).
- La última costa, Barcelona: Tusquets, 1995 (Premio Fastenrath de la Real Academia Española).
- Donde muere la muerte, Barcelona: Tusquets, 2021.

### Антології та нові видання
- Ensayo de una despedida. Poesía 1960—1971, Barcelona: Plaza & Janés, 1974.
- Poesía. 1960—1981, Madrid: Visor, 1984.
- Selección propia, Madrid: Cátedra, 1984.
- Poemas excluidos, Sevilla: Renacimiento, 1985.
- La rosa de las noches, 1986.
- Poemas a D. K., Sevilla: El Mágico Íntimo, 1986.
- El rumor del tiempo, Barcelona: Anagrama, 1989.
- Espejo ciego, València: Generalitat Valenciana, 1993.
- Breve antología personal, 1997.
- Francisco Brines, poesía, Lleida: Universitat de Lleida, 1997.
- Selección de poemas, 1997.
- Poesía completa (1960—1997), 1997.
- Antología poética, 1998.
- La Iluminada Rosa Negra, 2003.
- Amada vida mía, 2004.
- Antología poética, Madrid: Espasa-Calpe, 2006.
- Todos los rostros del pasado, Barcelona: Círculo, 2007.
- Las brasas, Madrid: Biblioteca Nueva, 2009.
- Para quemar la noche, Madrid: Patrimonio Nacional, 2010.
- Yo descanso en la luz, Madrid: Visor, 2010.
- Aún no, Madrid: Bartleby, 2012.
- Jardín nublado. Antología poética, Valencia: Pre-Textos, 2016.

### Інші твори
- Escritos sobre poesía española contemporánea, Valencia: Pre-Textos, 1994.
- Carmen Calvo, Caja de Ahorros de Asturias, 1999
- Kritische Ausgabe von Ocnos (Luis Cernuda), Madrid: Huerga & Fierro, 2002.
- Elca, In Zusammenarbeit mit Mariona Brines, Valencia: Krausse, 2010.

## Нагороди
- 1960: Премія Адонайса
- 1967: Премія критики
- 1987: Національна премія з літератури
- 1987: Валенсійська літературна премія
- 1998: Премія Фастенрат
- 1999: Національна премія іспанської літератури
- 2004: Премія Рікардо Маріна за творчість
- 2007: IV Міжнародна премія поезії Федеріко Гарсіа Лорки
- 2010: Премія королеви Софії за ібероамериканську поезію
- 2020: Премія Мігеля де Сервантеса